# Bañado de Navarro
Der Bañado de Navarro (spanisch) ist ein im Osten Uruguays gelegener kleiner Flusslauf.
Der zum Einzugsgebiet der Laguna Merín zählende Bach entspringt in der Cuchilla de Cerro Largo. Sein kurzer, 13 Kilometer langer Verlauf auf dem Gebiet des Departamentos Treinta y Tres endet an der Mündung in den Río Tacuarí.